# بيل هندرسون (لاعب كرة قدم بريطاني)
بيل هندرسون (بالإنجليزية: Bill Henderson)‏ هو لاعب كرة قدم بريطاني (وحمل سابقاً جنسية المملكة المتحدة لبريطانيا العظمى وأيرلندا) في مركز الهجوم، ولد في 1898 في إدنبرة في المملكة المتحدة، وتوفي في 1964. لعب مع مانشستر يونايتد ونادي ليتون أورينت.

## وصلات خارجية
- بيل هندرسون على موقع عالم كرة القدم.نت (الإنجليزية)